# Adam Ryczkowski
Adam Ryczkowski, né le 30 avril 1997 à Węgrów (Pologne), est un footballeur polonais, qui évolue au poste d'ailier gauche au sein du Chojniczanka Chojnice.

## Biographie

### En club

#### Premier contrat au Legia Varsovie
Il signe son premier contrat pro au Legia Varsovie.

### En équipe nationale
Adam Ryczkowski joue dans les équipes nationales de jeunes, des moins de 16 ans jusqu'aux moins de 20 ans.
Avec les moins de 19 ans, il inscrit en novembre 2015 un doublé contre Chypre, lors d'un match rentrant dans le cadre des éliminatoires du championnat d'Europe des moins de 19 ans 2016.

## Palmarès
|  |  | Legia Varsovie - Ekstraklasa - Champion : 2016 - Vice-champion : 2015 - Supercoupe de Pologne - Finaliste : 2014 et 2015 |